# Carlos Rendón
Carlos Emilio Rendón Arango (Jardín, 19 settembre 1951) è un ex calciatore colombiano, di ruolo centrocampista.

## Carriera

### Club
Ha sempre giocato nella massima serie colombiana.

### Nazionale
Con la maglia della Nazionale ha partecipato alla Copa América 1975.